# Florence Natol
Florence Natol (Kingston, 1º marzo 1880 – ...) è stata un'attrice canadese che, all'epoca del muto, lavorò negli Stati Uniti. Prese parte, come caratterista, a una quarantina di pellicole in gran parte prodotte dalla Vitagraph.

## Biografia
Nata nell'Ontario nel 1880, si trasferì negli Stati Uniti dove, nel 1915, iniziò la sua carriera di attrice cinematografica alla Vitagraph. Fece parte, nel ruolo di "Gertrude", del team che girò la serie di Mr. Jarr che aveva come regista Harry Davenport.
Il 22 novembre 1916, Florence Natol si sposò con George Smalden.

## Filmografia
- A Mix-Up in Dress Suitcases, regia di Lee Beggs - cortometraggio (1915)
- The Green Cat, regia di Lee Beggs - cortometraggio (1915)
- The Professor's Nightmare, regia di C. Jay Williams - cortometraggio (1915)
- The Young Man Who 'Figgered' , regia di Lee Beggs (1915)
- The Jarr Family Discovers Harlem, regia di Harry Davenport (1915)
- A Study in Tramps, regia di Lee Beggs (1915)
- Mr. Jarr Brings Home a Turkey, regia di Harry Davenport (1915)
- Mr. Jarr's Magnetic Friend, regia di Harry Davenport (1915)
- The Boarding House Feud, regia di Lee Beggs (1915)
- The Jarrs Visit Arcadia, regia di Harry Davenport (1915)
- Mr. Jarr and the Dachshund, regia di Harry Davenport (1915)
- Mrs. Jarr's Auction Bridge, regia di Harry Davenport (1915)
- Mr. Jarr and the Ladies' Cup, regia di Harry Davenport (1915)
- Philanthropic Tommy, regia di Harry Davenport (1915)
- A Mistake in Typesetting, regia di Lee Beggs (1915)
- Mr. Jarr and Love's Young Dream, regia di Harry Davenport (1915)
- Mr. Jarr and the Captive Maiden, regia di Harry Davenport (1915)
- Mr. Jarr and Gertrude's Beaux, regia di Harry Davenport (1915)
- The Missing Clue, regia di Lee Beggs (1915)
- Mrs. Jarr and the Society Circus, regia di Harry Davenport (1915)
- Rags and the Girl, regia di Van Dyke Brooke (1915)
- The Man Who Couldn't Beat God, regia di Maurice Costello e Robert Gaillard (1915)
- Itsky, the Inventor, regia di C. Jay Williams (1915)*Beautiful Thoughts, regia di Sidney Drew (1915)
- Sis, regia di George Ridgwell (1915)
- Romantic Reggie, regia di Sidney Drew (1915)
- Diplomatic Henry, regia di Sidney Drew (1915)
- The Mystery of the Empty Room, regia di Cortland Van Deusen (1915)
- Rooney's Sad Case, regia di Sidney Drew (1915)
- Benjamin Bunter: Book Agent, regia di Cortland Van Deusen (come Courtland Van Deusen) (1915)
- Freddy, the Fixer, regia di Frank Currier (1916)
- His Lucky Day, regia di Frank Currier (1916)
- A Lucky Tumble, regia di Frank Currier (1916)
- The Destroyers, regia di Ralph W. Ince (Ralph Ince) (1916)
- She Won the Prize, regia di George D. Baker (1916)
- Harold, the Nurse Girl, regia di Frank Currier (1916)
- Wrong Beds, regia di Frank Currier (1916)
- A Hard Job, regia di Frank Currier (1916)
- Did He or Did He Not?, regia di Frank Currier - cortometraggio (1916)
- His Father's Son, regia di George D. Baker (1917)